# 하토야마 이치로
하토야마 이치로(일본어: 鳩山 一郎, 1883년 1월 1일 ~ 1959년 3월 7일)는 일본의 정치인이자 변호사다. 제52·53·54대 내각총리대신을 지냈다.

## 생애
1883년 변호사 하토야마 가즈오(鳩山和夫)의 장남으로 태어났다. 초대 자유민주당 총재로서, 중의원에 15회나 당선되는 기록을 세웠다. 총리 재임 중에는 일본과 타 아시아 국가들과의 관계 개선, 일본과 소비에트 연방 간의 국교 회복에 힘썼다. 아들은 일본의 외무대신을 지낸 하토야마 이이치로며, 손자 하토야마 유키오는 현재 유력 정치인으로 활동하고 있다.
하토야마 이치로는 1951년에 프리메이슨의 회원이 됐다.

## 우애
'유럽 연합의 아버지' 중 한 명인 리하르트 니콜라우스 폰 코우덴호페칼레르기는 '우애'를 강조하였다. 하토야마 이치로는 그의 영향을 받았다.
하토야마는 코우덴호페 칼레르기의 책을 번역했다. 그 책은 'The Totalitarian State Against Man(전체주의 국가 대 인간)'이다. 코우덴호페 칼레르기는 아돌프 히틀러와 이오시프 스탈린을 비판했다. 그리고 하토야마 이치로도 우애를 제창했다.

## 가계
- 남동생 : 하토야마 히데오(鳩山秀夫) - 일본의 민법학자, 히데오의 증손은 산리오의 임원 하토야마 레히토(鳩山玲人).

### 가계도
|                 |                 |                 |                 | 하토야마 하루코 | 하토야마 하루코 | 하토야마 하루코 | 하토야마 하루코 | 하토야마 하루코 | 하토야마 하루코 |                 |                 |                 |                 |                   |                   | 하토야마 가즈오   | 하토야마 가즈오   | 하토야마 가즈오   | 하토야마 가즈오   | 하토야마 가즈오   | 하토야마 가즈오   |                 |                 |                 |                 |  |  |                 |                 |                 |                 |                 |                 |               |               |               |               |               |               |                 |                 |                 |                 |                 |                 |  |  |  |  |
|                 |                 |                 |                 | 하토야마 하루코 | 하토야마 하루코 | 하토야마 하루코 | 하토야마 하루코 | 하토야마 하루코 | 하토야마 하루코 |                 |                 |                 |                 |                   |                   | 하토야마 가즈오   | 하토야마 가즈오   | 하토야마 가즈오   | 하토야마 가즈오   | 하토야마 가즈오   | 하토야마 가즈오   |                 |                 |                 |                 |  |  |                 |                 |                 |                 |                 |                 |               |               |               |               |               |               |                 |                 |                 |                 |                 |                 |  |  |  |  |
|                 |                 |                 |                 |                 |                 |                 |                 |                 |                 |                 |                 |                 |                 |                   |                   |                   |                   |                   |                   |                   |                   |                 |                 |                 |                 |  |  |                 |                 |                 |                 |                 |                 |               |               |               |               |               |               |                 |                 |                 |                 |                 |                 |  |  |  |  |
|                 |                 |                 |                 |                 |                 |                 |                 |                 |                 |                 |                 |                 |                 |                   |                   |                   |                   |                   |                   |                   |                   |                 |                 |                 |                 |  |  |                 |                 |                 |                 |                 |                 |               |               |               |               |               |               |                 |                 |                 |                 |                 |                 |  |  |  |  |
|                 |                 |                 |                 | 하토야마 가오루 | 하토야마 가오루 | 하토야마 가오루 | 하토야마 가오루 | 하토야마 가오루 | 하토야마 가오루 |                 |                 |                 |                 |                   |                   | 하토야마 이치로   | 하토야마 이치로   | 하토야마 이치로   | 하토야마 이치로   | 하토야마 이치로   | 하토야마 이치로   |                 |                 |                 |                 |  |  |                 |                 |                 |                 |                 |                 |               |               |               |               |               |               |                 |                 |                 |                 |                 |                 |  |  |  |  |
|                 |                 |                 |                 | 하토야마 가오루 | 하토야마 가오루 | 하토야마 가오루 | 하토야마 가오루 | 하토야마 가오루 | 하토야마 가오루 |                 |                 |                 |                 |                   |                   | 하토야마 이치로   | 하토야마 이치로   | 하토야마 이치로   | 하토야마 이치로   | 하토야마 이치로   | 하토야마 이치로   |                 |                 |                 |                 |  |  |                 |                 |                 |                 |                 |                 |               |               |               |               |               |               |                 |                 |                 |                 |                 |                 |  |  |  |  |
|                 |                 |                 |                 |                 |                 |                 |                 |                 |                 |                 |                 |                 |                 |                   |                   |                   |                   |                   |                   |                   |                   |                 |                 |                 |                 |  |  |                 |                 |                 |                 |                 |                 |               |               |               |               |               |               |                 |                 |                 |                 |                 |                 |  |  |  |  |
|                 |                 |                 |                 |                 |                 |                 |                 |                 |                 |                 |                 |                 |                 |                   |                   |                   |                   |                   |                   |                   |                   |                 |                 |                 |                 |  |  |                 |                 |                 |                 |                 |                 |               |               |               |               |               |               |                 |                 |                 |                 |                 |                 |  |  |  |  |
|                 |                 |                 |                 | 하토야마 야스코 | 하토야마 야스코 | 하토야마 야스코 | 하토야마 야스코 | 하토야마 야스코 | 하토야마 야스코 |                 |                 |                 |                 |                   |                   | 하토야마 이이치로 | 하토야마 이이치로 | 하토야마 이이치로 | 하토야마 이이치로 | 하토야마 이이치로 | 하토야마 이이치로 |                 |                 |                 |                 |  |  |                 |                 |                 |                 |                 |                 |               |               |               |               |               |               |                 |                 |                 |                 |                 |                 |  |  |  |  |
|                 |                 |                 |                 | 하토야마 야스코 | 하토야마 야스코 | 하토야마 야스코 | 하토야마 야스코 | 하토야마 야스코 | 하토야마 야스코 |                 |                 |                 |                 |                   |                   | 하토야마 이이치로 | 하토야마 이이치로 | 하토야마 이이치로 | 하토야마 이이치로 | 하토야마 이이치로 | 하토야마 이이치로 |                 |                 |                 |                 |  |  |                 |                 |                 |                 |                 |                 |               |               |               |               |               |               |                 |                 |                 |                 |                 |                 |  |  |  |  |
|                 |                 |                 |                 |                 |                 |                 |                 |                 |                 |                 |                 |                 |                 |                   |                   |                   |                   |                   |                   |                   |                   |                 |                 |                 |                 |  |  |                 |                 |                 |                 |                 |                 |               |               |               |               |               |               |                 |                 |                 |                 |                 |                 |  |  |  |  |
|                 |                 |                 |                 |                 |                 |                 |                 |                 |                 |                 |                 |                 |                 |                   |                   |                   |                   |                   |                   |                   |                   |                 |                 |                 |                 |  |  |                 |                 |                 |                 |                 |                 |               |               |               |               |               |               |                 |                 |                 |                 |                 |                 |  |  |  |  |
| 이노우에 가즈코 | 이노우에 가즈코 | 이노우에 가즈코 | 이노우에 가즈코 | 이노우에 가즈코 | 이노우에 가즈코 |                 |                 | 하토야마 미유키 | 하토야마 미유키 | 하토야마 미유키 | 하토야마 미유키 | 하토야마 미유키 | 하토야마 미유키 |                   |                   |                   |                   |                   |                   | 하토야마 유키오   | 하토야마 유키오   | 하토야마 유키오 | 하토야마 유키오 | 하토야마 유키오 | 하토야마 유키오 |  |  | 하토야마 에밀리 | 하토야마 에밀리 | 하토야마 에밀리 | 하토야마 에밀리 | 하토야마 에밀리 | 하토야마 에밀리 |               |               |               |               |               |               | 하토야마 구니오 | 하토야마 구니오 | 하토야마 구니오 | 하토야마 구니오 | 하토야마 구니오 | 하토야마 구니오 |  |  |  |  |
| 이노우에 가즈코 | 이노우에 가즈코 | 이노우에 가즈코 | 이노우에 가즈코 | 이노우에 가즈코 | 이노우에 가즈코 |                 |                 | 하토야마 미유키 | 하토야마 미유키 | 하토야마 미유키 | 하토야마 미유키 | 하토야마 미유키 | 하토야마 미유키 |                   |                   |                   |                   |                   |                   | 하토야마 유키오   | 하토야마 유키오   | 하토야마 유키오 | 하토야마 유키오 | 하토야마 유키오 | 하토야마 유키오 |  |  | 하토야마 에밀리 | 하토야마 에밀리 | 하토야마 에밀리 | 하토야마 에밀리 | 하토야마 에밀리 | 하토야마 에밀리 |               |               |               |               |               |               | 하토야마 구니오 | 하토야마 구니오 | 하토야마 구니오 | 하토야마 구니오 | 하토야마 구니오 | 하토야마 구니오 |  |  |  |  |
|                 |                 |                 |                 |                 |                 |                 |                 |                 |                 |                 |                 |                 |                 |                   |                   |                   |                   |                   |                   |                   |                   |                 |                 |                 |                 |  |  |                 |                 |                 |                 |                 |                 |               |               |               |               |               |               |                 |                 |                 |                 |                 |                 |  |  |  |  |
|                 |                 |                 |                 |                 |                 |                 |                 |                 |                 |                 |                 |                 |                 | 하토야마 기이치로 | 하토야마 기이치로 | 하토야마 기이치로 | 하토야마 기이치로 | 하토야마 기이치로 | 하토야마 기이치로 |                   |                   |                 |                 |                 |                 |  |  |                 |                 |                 |                 |                 |                 | 하토야마 다로 | 하토야마 다로 | 하토야마 다로 | 하토야마 다로 | 하토야마 다로 | 하토야마 다로 |                 |                 |                 |                 |                 |                 |  |  |  |  |

## 같이 보기
- 제1차 하토야마 이치로 내각
- 제2차 하토야마 이치로 내각
- 제3차 하토야마 이치로 내각
- 자유민주당
- 보수합동